# Spider (solitario)
El Solitario Spider es un tipo de juego de Solitario de Cartas. Es uno  de los juegos más populares de Solitarios de cartas de dos barajas.

## Juego
El propósito principal de este juego de cartas, es quitar todas las cartas de la mesa, juntándolas en el cuadro inicial antes de quitarlas. Inicialmente, se reparten 54 cartas en diez pilas, boca abajo, excepto las últimas cartas de cada pila. Las pilas del tablero  se acumulan por rango, y las secuencias de palos que se generan se pueden mover juntas. Las 50 cartas restantes pueden ser repartidas al tablero diez a la vez cuando ninguno de las pilas esté vacía.

## Diseños
- Diseño de Solitario Spider:
  - Jugado con 2 mazos.
  - El Tablero consta de 10 pilas con 6 cartas en los primeros 4 pilas, con la 6.ª carta descubierta. Y 5 cartas en los 6 pilas restantes, con la 5.ª carta descubierta.
  - Un mazo que muestra una carta descubierta por cada una de las pilas.

- Diseño Spiderette:
  - Jugado con 1 mazo.

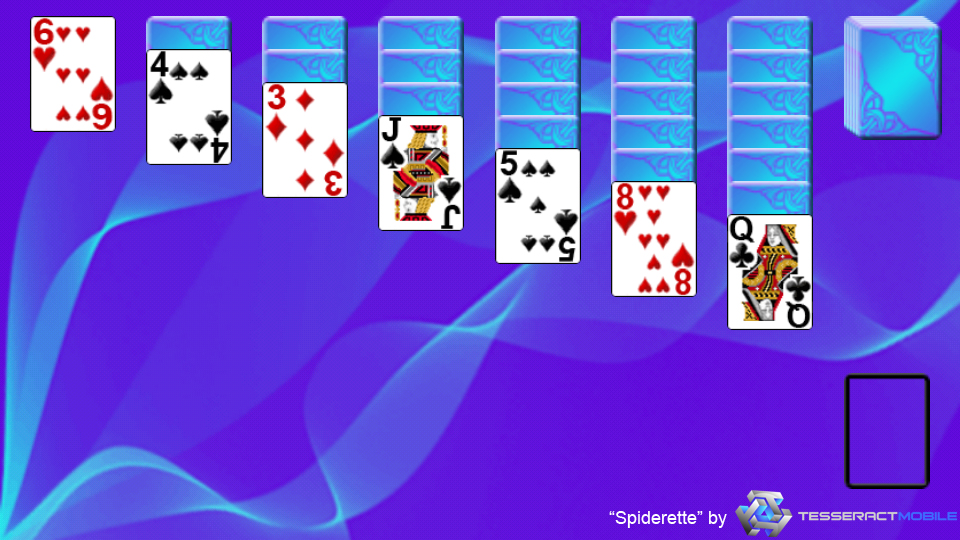
Diseño del Spiderette

  - Tablero Klondike.  El Tablero consta de 7 pilasvariando de 1 carta a 7 cartas en cada pila.
  - Mazo cómo spider. El Mazo muestra una carta descubierta por cada monton.

## Variantes

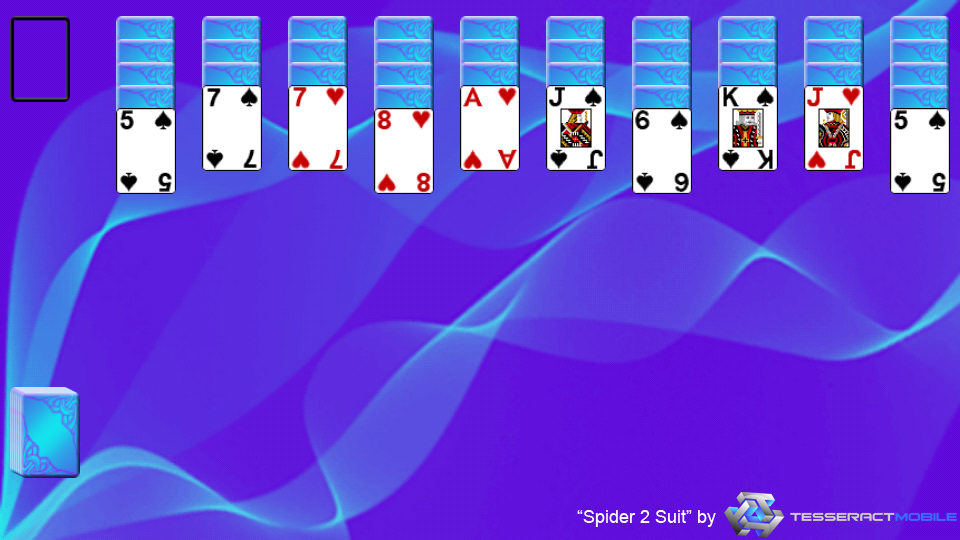
Spider 2 diseño

- Spider 2 Suit: Es el mismo que el Solitario Spider Clásico, excepto que este juego se juega con 2 palos en vez de 4, normalmente Espadas y Corazones. 
  - Spider Relajado: no requiere todos espacios para ser llenados antes de que se vuelva a repartir.
- Spiderette: Sólo un pack y se juega con la disposición del tablero Klondike.[3]
- Spiderwort: Tres barajas.
- Will o' the Wisp es otro Juego de Solitario, este juego fue creado por Geoffrey Mott-Smith y se juega del mismo modo que el Spiderette. La excepción es que en el inicio, 21 cartas se disponen en siete columnas de tres cartas, con una única carta destapada en la parte superior de cada columna.
- Simple Simon es otra variante común del Solitario Spider.
- Mrs. Mop: Es otra variante del Solitario Spider dónde todas las cartas están descubiertas.

## Implementaciones de software
Las versiones de software comunes de Spider se incluyen con las versiones de Microsoft Windows 7, Vista, ME y XP como Spider Solitaire. Spider Solitaire fue introducido en el Microsoft Plus! 98 para Windows 98. El juego viene en tres versiones: Fácil o Principiante (con 8 packs de picas), Medio o Intermedio (con cuatro packs de picas y corazones cada uno), y Duro o Avanzado (con dos de cada uno de los cuatro palos).
Una versión anterior fue escrita para Windows 3.x en 1991 por John A. Junod, el desarrollador original de WS_FTP. La versión final fue el Solitario Araña de Windows versión 92.01.04. También escribió una versión para DOS llamada EGA-Spider con una versión hasta 93.07.05. Un juego similar llamado Arachnid, también fue escrito para Windows 3.x en 1991 por Ian Heath, un profesor de ciencias informáticas de la Universidad de Southampton en el Reino Unido. La última versión conocida es la 1.2 y está bastante bien pulida. Este juego también fue reescrito para sistemas operativos de 32 bits y se conoce como Arachnid 32.
En los sistemas operativos de Unix, una versión temprana fue desarrollada alrededor de 1989 en Sun Microsystems. Una versión del Solitario Araña viene típicamente empaquetado con los entornos de escritorio KDE y GNOME en otros sistemas operativos similares a Unix como Linux y BSD, bajo los nombres de KPatience y AisleRio Solitaire, respectivamente. También hay disponibles versiones para Macintosh y la mayoría de los demás sistemas operativos.
Las nuevas versiones de Windows ofrecen tres niveles de dificultad, con uno, dos o cuatro trajes. Estos modos de juego equivalen a ignorar la diferencia de palos, ya sea dentro de los colores o en conjunto, y por lo tanto pueden ser simulados en el juego de cartas físico, aunque la versión para computadora ayuda a la visibilidad representando todas las cartas como picas y/o corazones.
Ahora, el solitario spider Archivado el 26 de septiembre de 2021 en Wayback Machine. también es compatible con los navegadores. Hay muchos sitios web que ofrecen las funciones integradas de jugar al solitario.

### Puntuación
Diferentes implementaciones de software de la araña ofrecen reglas de puntuación alternativas. La versión de Sun Microsystems de 1989 define las siguientes reglas en el manual: 10 puntos por cada carta inicialmente bocabajo que se voltee; 15 puntos adicionales por cada columna en la que se hayan volteado todas las cartas bocabajo (aunque no consigas un espacio); 2 puntos por cada carta que se siente encima de la siguiente carta más alta del mismo palo; 50 puntos por cada palo completado que se quite del cuadro (en cuyo caso no se puntuará también por las 12 cartas que se sienten encima de las siguientes cartas más altas). Esto da una puntuación máxima de 990. Si ganas la partida con 4 o más palos completados todavía en el cuadro, añade 2 puntos por cada palo después de los tres primeros. Así, si ganas con los ocho palos que quedan en el tablero, obtendrás una puntuación de 1000.
En las versiones para Windows de Spider Solitaire, la puntuación se calcula con una puntuación inicial de 500. Se resta un punto por cada movimiento (incluyendo cualquier uso de deshacer); se suman 100 puntos por cada palo completado. Esto permite una puntuación máxima teórica de 1254.